# Surakarta (gra)

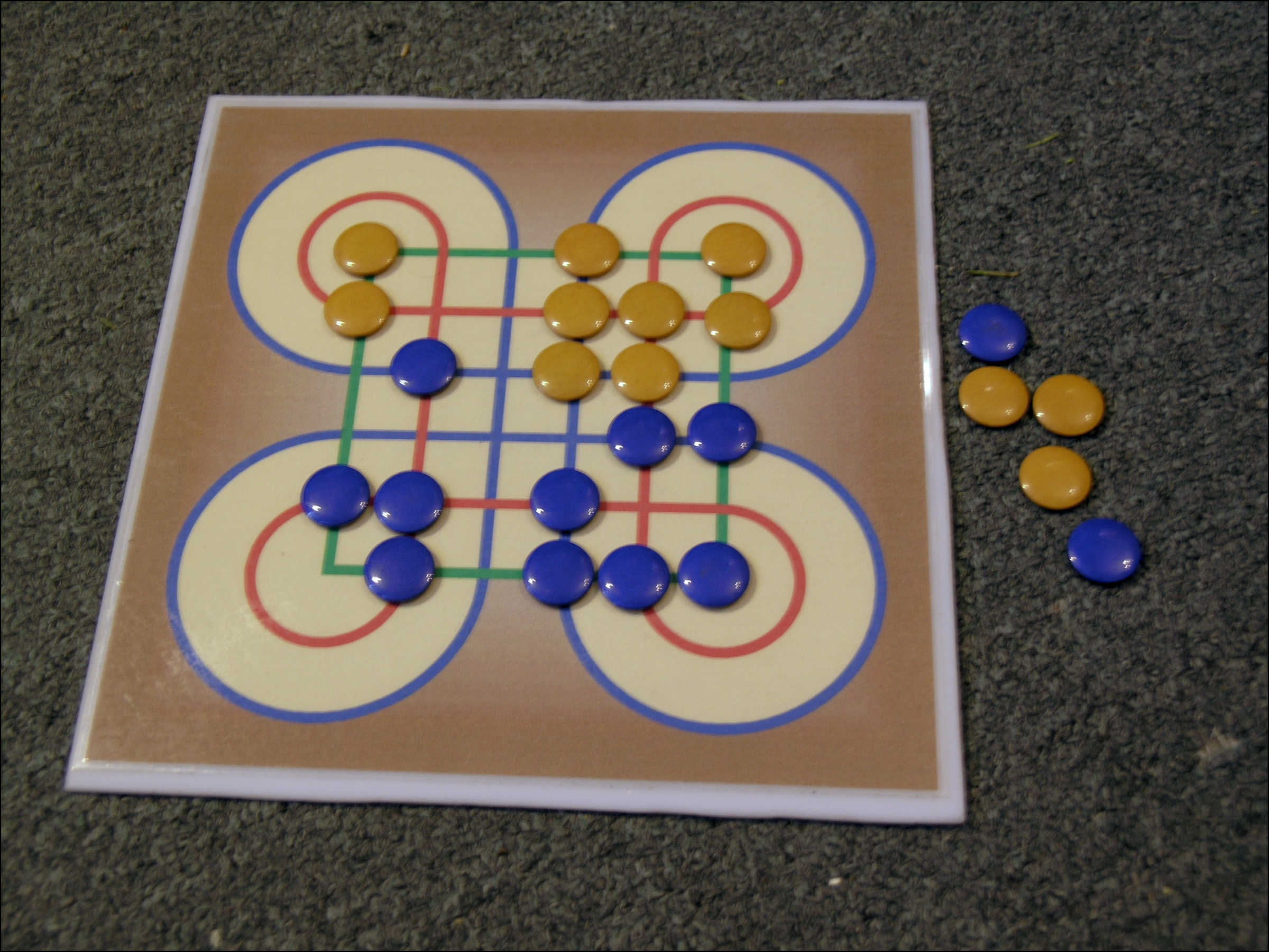

Surakarta – gra planszowa dla dwóch osób pochodząca z Indonezji. Taką nazwę nadali jej Europejczycy, zapożyczając miano jawajskiego miasta Surakarta. Plansza do gry składa się z 36 pół (6x6), wyznaczonych przez przecinające się linie. Niektóre z tych linii są przedłużone tworząc osiem charakterystycznych wiraży na rogach planszy. Gra toczy się przy użyciu 24 pionów, po 12 dla każdego gracza, a jej celem jest zbicie wszystkich pionów przeciwnika.